# ミュンヒハウゼン (アム・クリステンベルク)
ミュンヒハウゼン (ドイツ語: Münchhausen) は、ドイツ連邦共和国ヘッセン州マールブルク＝ビーデンコプフ郡に属す町村（以下、本項では便宜上「町」と記述する）である。この町はヘッセン州中部の大学都市マールブルクの北 20 km に位置する。これはマールブルク＝ビーデンコプフ郡の北縁に当たる。この町が現在の町域となったのは1974年で、その広さは約 41 km2 である。

## 地理

### 位置
町の西側にはロタール山地がある。町の東境はブルクヴァルトであり、これに属すクリステンベルクがミュンヒハウゼン地区のすぐ隣に位置している。
ミュンヒハウゼン地区およびジムツハウゼン地区はヴェトシャフト川の谷に位置する。ヴォルマー地区は同名のヴォルマー川沿いにある。この川はミュンヒハウゼンでヴェトシャフト川に合流する。オーバーアスフェ地区およびニーダーアスフェ地区をアスフェ川が流れている。
ミュンヒハウゼンの町は鉄道ヴァーブルク - ザルナウ線沿線に位置している。この路線のミュンヒハウゼンを含む南部分は「ブルクヴァルト鉄道」と呼ばれている。

### 隣接する市町村
ミュンヒハウゼンは、北西はバッテンベルク、北東はブルクヴァルトおよびローゼンタール（以上、3市町村はヴァルデック＝フランケンベルク郡）、東と南はヴェッター、西はビーデンコプフ（ともにマールブルク＝ビーデンコプフ郡）と境を接する。

### 自治体の構成
- ミュンヒハウゼン（1,233人）
- ニーダーアスフェ（800人）
- オーバーアスフェ（340人）
- ジムツハウゼン（420人）
- ヴォルマー（750人）

人口は、2009年5月現在。

## 歴史
ミュンヒハウゼン・アム・クリステンベルクの町は、1974年1月1日にヘッセン州の地域再編に伴ってそれまで独立した町村であったミュンヒハウゼン、ジムツハウゼン、ニーダーアスフェ、オーバーアスフェ、ヴォルマーが合併して成立した。

## 行政

### 議会
ミュンヒハウゼンの町議会は、23議席からなる。

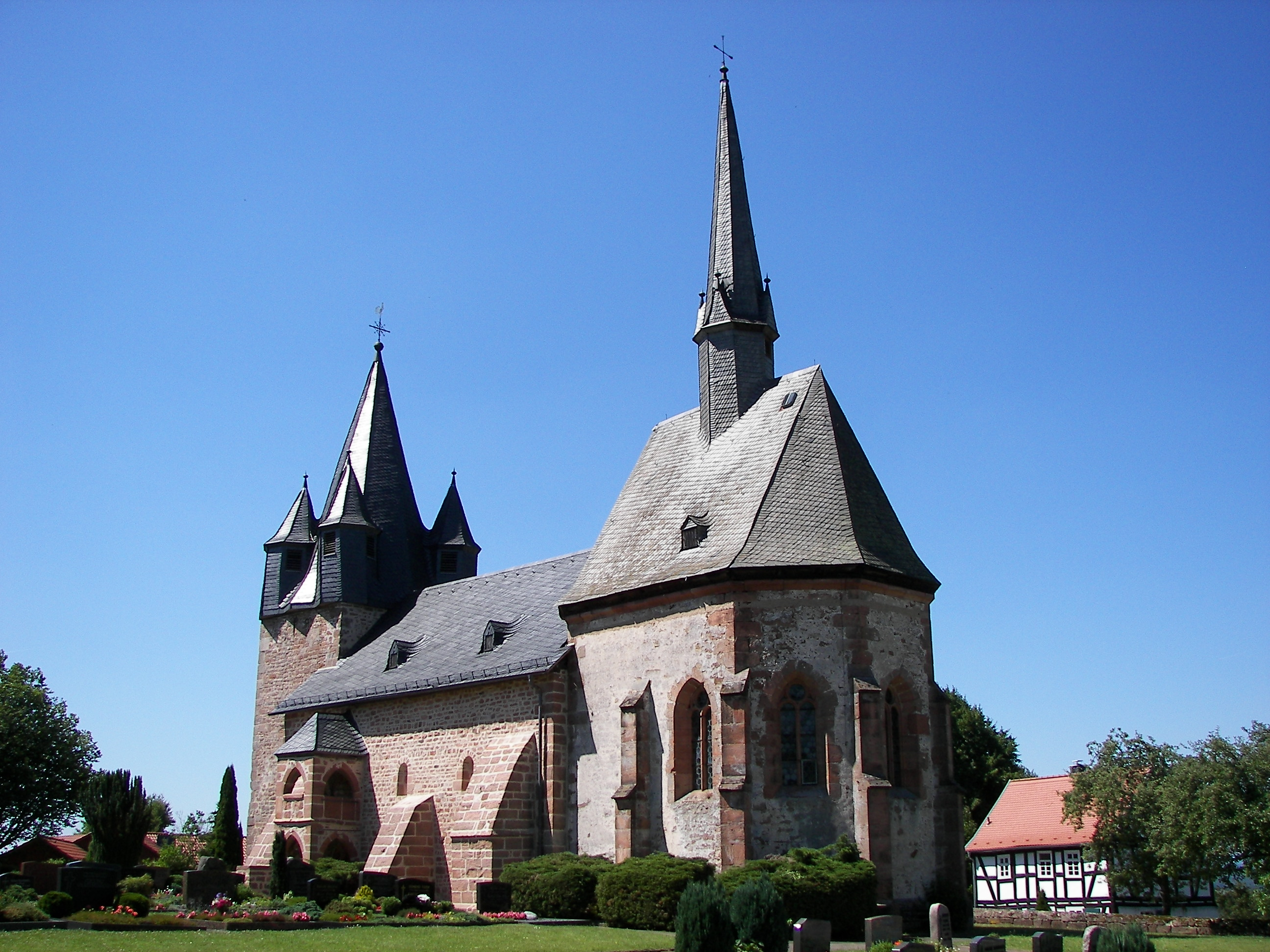
クリステンベルクのマルティン教会

### 紋章
この町の紋章は、赤地に銀（白）の先端が広がった先広十字。その中に黒い5本スポークの輪が描かれている。紋章の十字は中世の教会があるクリステンベルクを、5本スポークの輪は5つの地区が町を形成していることを示している。この輪は、また、かつてマインツ選帝侯に属していたことを想起させる。「マインツの輪」と呼ばれる6本スポークの輪は旧マインツ選帝侯領の市町村の紋章に広く用いられているデザインである。

## 引用
1. ↑  Hessisches Statistisches Landesamt: Bevölkerung in Hessen am 31.12.2023 (Landkreise, kreisfreie Städte und Gemeinden, Einwohnerzahlen auf Grundlage des Zensus 2011)]
2. ↑  2011年3月27日の町議会議員選挙結果、ヘッセン州統計局（2012年5月12日 閲覧）